# Explorornis
Explorornis (Експлорорніс) — викопний рід енанціорносових птахів з ранньої крейди (90 млн років тому). Викопні рештки були знайдені у пластах формування Бісекти в пустелі Кизилкум (Узбекистан). Це були невеличкі пташки, що за життя досягали 15-25 см завдовжки і близько 50 г ваги.
E. walkeri (зразок PO 4825) був спочатку розміщено в Enantiornis , тому що під час його опису дуже мало було відомо про різноманітність енанціорнісових (Enantiornithes). При описі типового виду E. nessovi (PO 4819), стало зрозуміло що E. walkeri був набагато ближче до птахів, ніж до південноамериканських Enantiornis.